# Župetinci
Župetinci este o localitate din comuna Cerkvenjak, Slovenia, cu o populație de 154 de locuitori.